# 葫芦

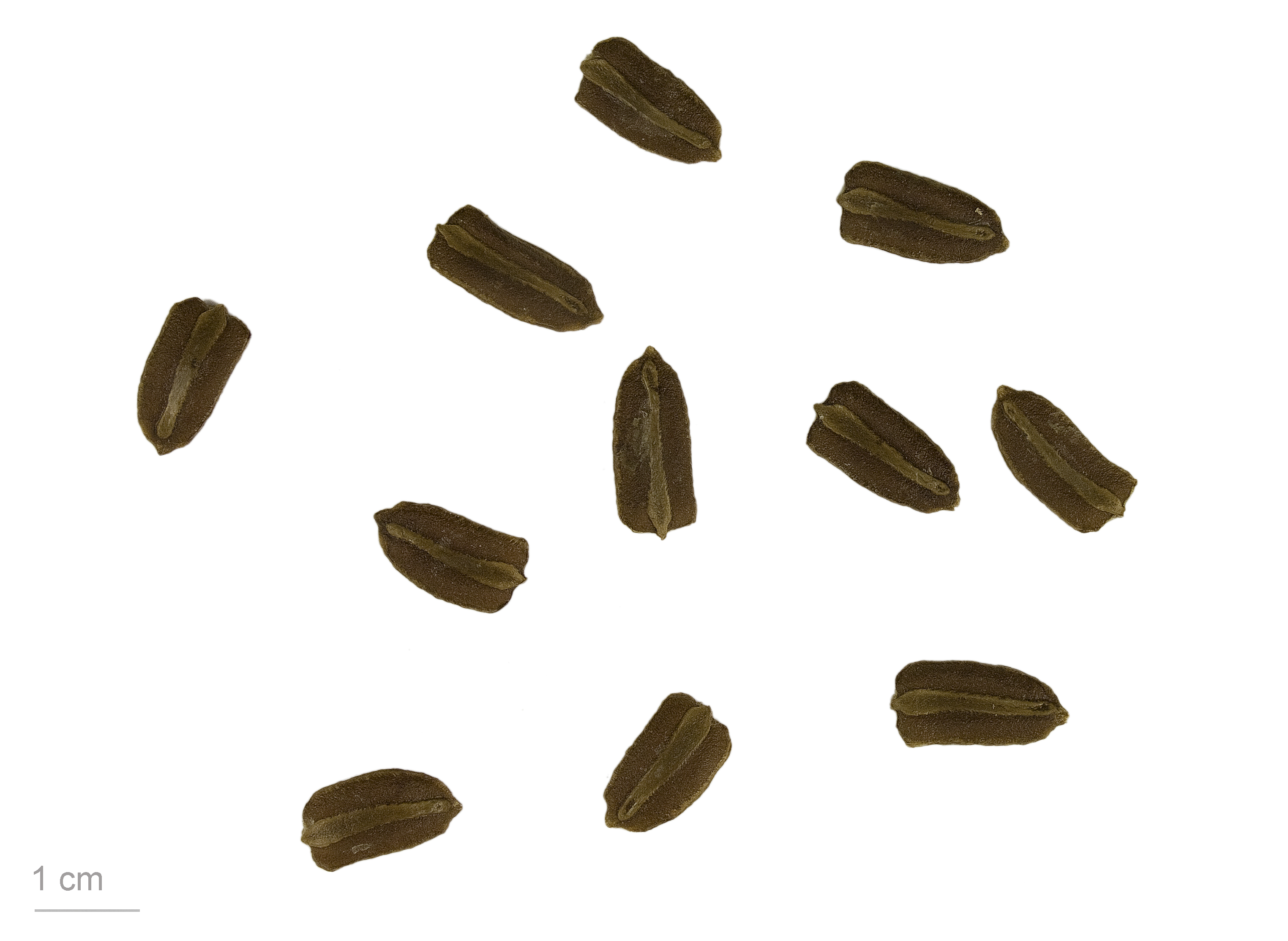
Lagenaria siceraria var. peregrina

葫芦（学名：Lagenaria siceraria），別稱壺蘆、扁蒲、蒲瓜、瓠子、匏仔、瓢簞、瓠瓜、匏、蒲子、長瓜、蒲仔、夜開花、葫蘆蒲、地蒲、葫芦瓜等，是属于葫芦目葫芦科葫芦属的一种植物，它是爬藤植物，其果实也被称为葫芦。

## 历史
葫芦是人类最早种植的植物之一，用作容器。10,000年前在分別被亞洲、中美洲分別馴化，4,000多年前在非洲馴化。并隨著古人類遷移傳播到世界各地，在今天的墨西哥、秘鲁和泰国均有数千年的被种植的葫芦被发现。在古埃及葫芦被作为陪葬品。在中国河南考古遗址發現的葫芦皮有七千至八千年前的歷史。河姆渡文化遗址中发现的葫芦子也有七千年的历史，中国最早将葫芦称为卣或𠧪。

## 形态

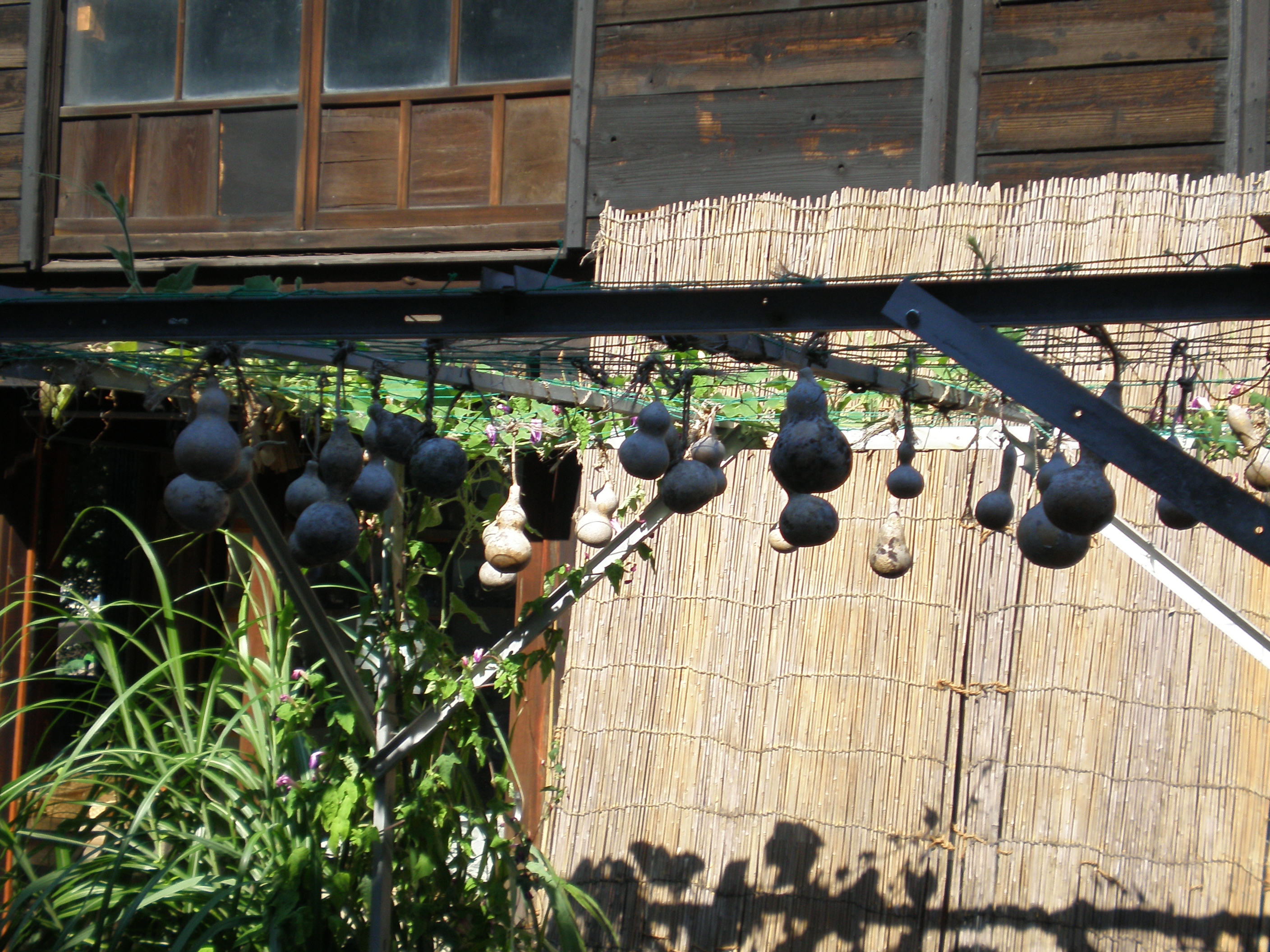
葫芦藤

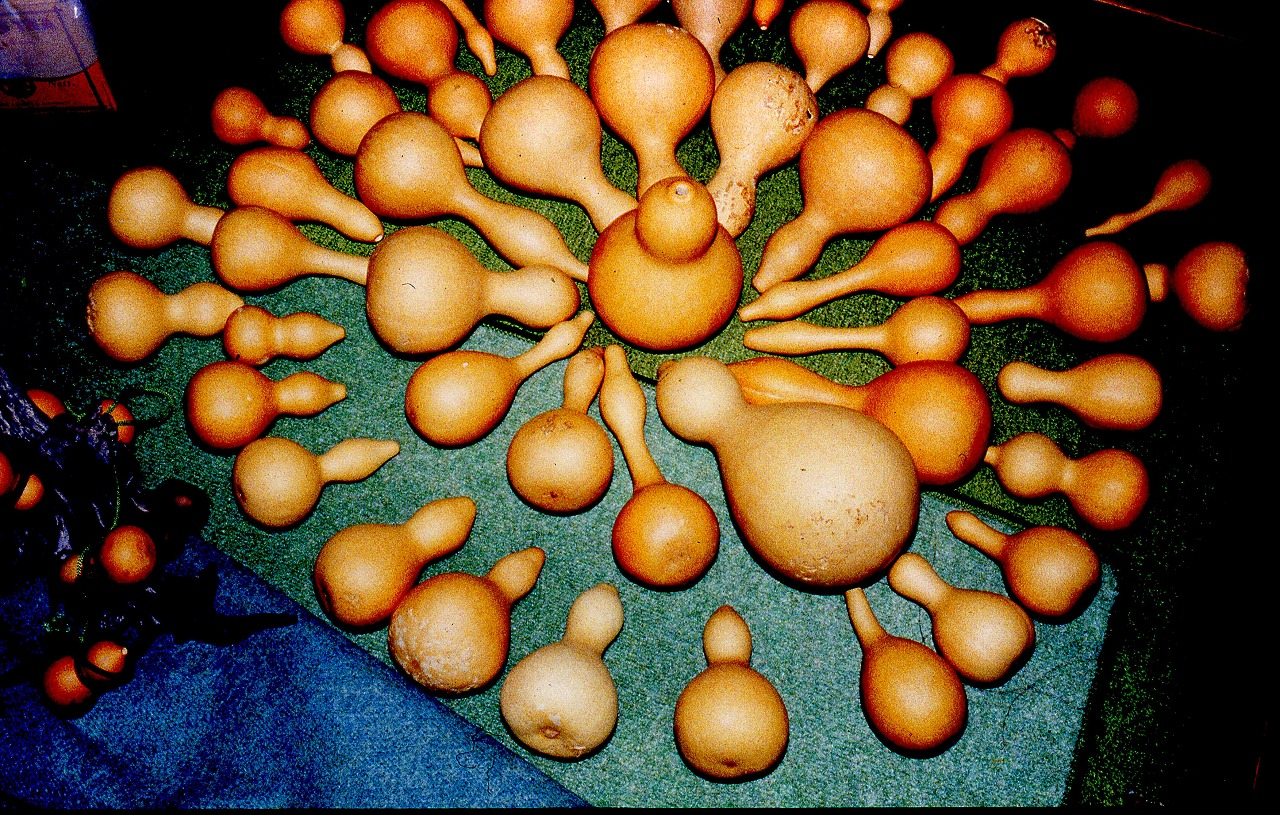
不同大小的葫芦

葫蘆為一年生攀缘草本，具有软毛，卷须分枝；卵圆形的叶子互生；夏秋开白色花，雌雄同株。
葫芦的藤可达15米长，藤上有毛，叶子椭圆状或心状。果子可以从10厘米至一米不等，最重的可达一千克。葫芦喜欢温暖、避风的环境，种植时需要很大空间。幼苗怕冻。新鲜的葫芦皮嫩绿，果肉白色。

## 应用

### 食品
葫芦的果实可以在未成熟的时候收割作为蔬菜食用。在世界各地出产葫芦的地方葫芦都被作为食品使用。在中国烹饪中，葫芦可以做汤或者炒菜。在日本葫芦果肉被晒干食用。在中美洲葫芦子与其它香料一起做饮料的添加剂。此外葫芦的藤和叶也可以食用。

### 容器

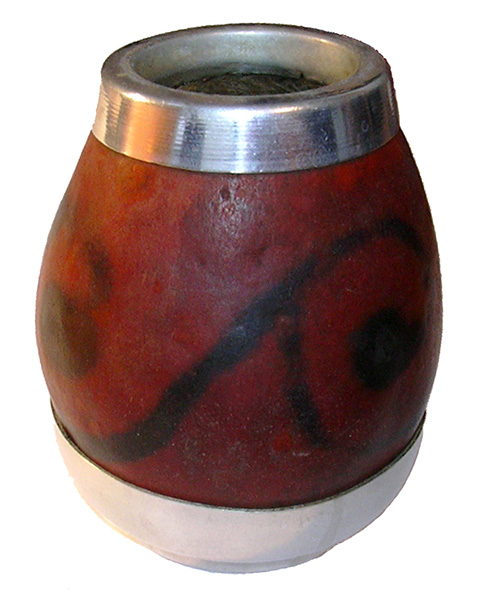
葫芦做的傳統瑪黛茶壺

在所有出产葫芦的地区葫芦均被当作容器使用。木质化的葫芦可以用来承水、承酒、当作水杯、水壶使用。其果实剖开后称为“巹”，传统习俗新婚夫妇成礼时须用一对巹献酒，故而结婚又名“合巹”。道教认为葫芦可以凝聚气，因此使用葫芦装丹。在道教中葫芦已经超出了一般的容器，而有法器的作用。

### 药物
《神农本草经》认为葫芦有利尿消肿的作用，《伤寒类要》則认为葫芦可以医治黄疸。

### 衣饰
印度尼西亚巴布亚省的土著人會使用葫芦制作阴茎端鞘。他们用石头加重葫芦，使它在生长时变长，获得需要的形状。

### 乐器
東亞、東南亞傳統自由簧管樂器笙的原材料即為葫芦。時至今日，在中国西南的少数民族中依然有实用葫芦制作的乐器使用，如葫芦丝。

### 风水

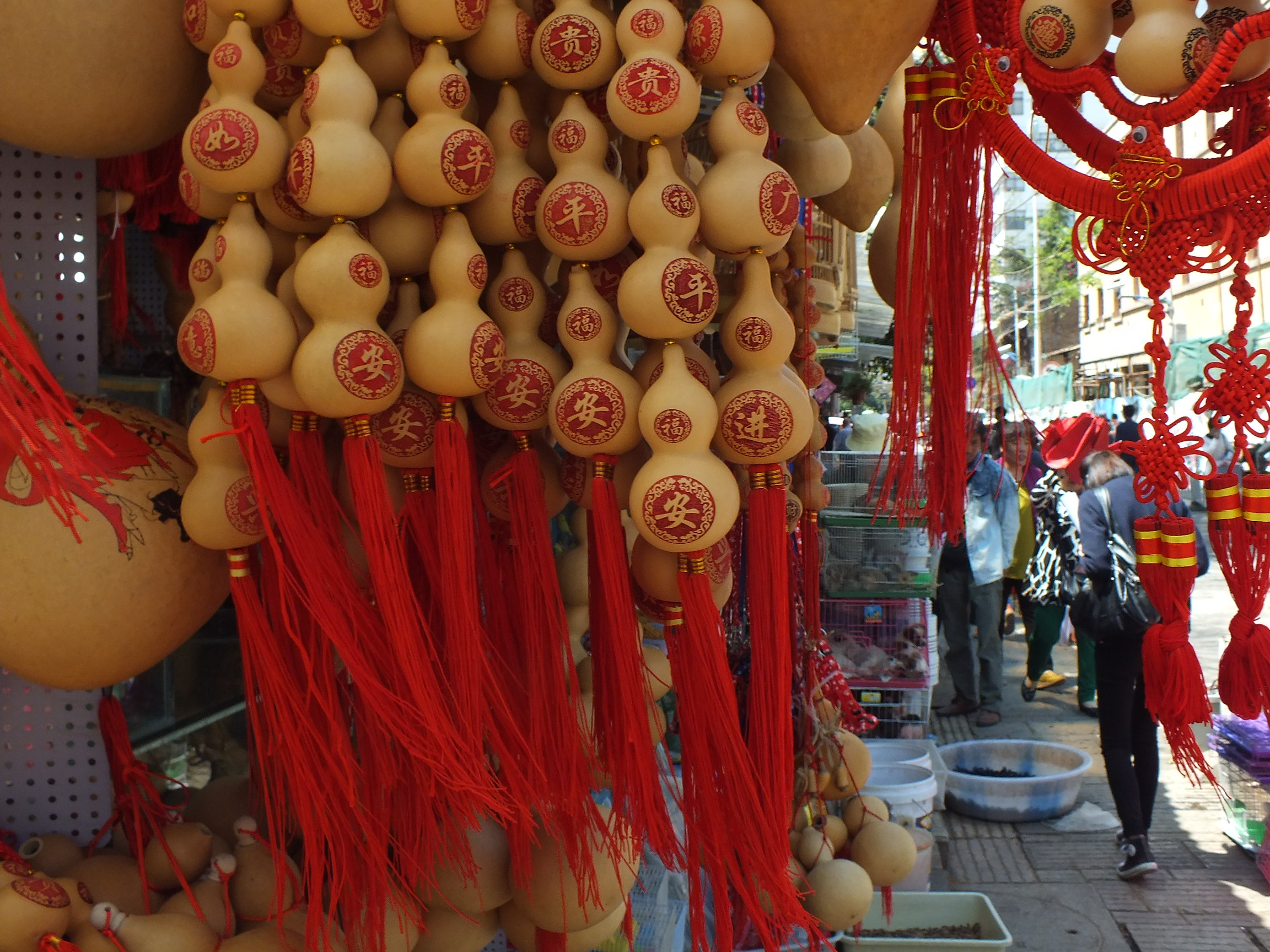
避邪的葫芦

风水认为葫芦可以避邪，因此在房屋前后种植葫芦。

## 延伸阅读
[在维基数据编辑]
 《欽定古今圖書集成·博物彙編·草木典·瓠部》，出自陈梦雷《古今圖書集成》

## 外部連結
- 瓠瓜 Hugua （页面存档备份，存于） 藥用植物圖像數據庫 (香港浸會大學中醫藥學院) （中文）（英文）
- 葉綠醇 Phytol 中草藥化學圖像數據庫 (香港浸會大學中醫藥學院) （中文）（英文）